# Емерсон Палмиери
Емерсон Палмиери дош Сантош (на английски: Emerson Palmieri dos Santos; роден на 13 март 1994 г. в Сантос), по-известен като Емерсон Палмиери или само Емерсон, е бразилски футболист, играе като ляв бек и се състезава за Уест Хям Юнайтед.

## Клубна кариера

### Сантош
Роден в Сантос, Палмиери влиза в юношеските структури на местния гранд Сантош.
На 21 януари 2012 година прави своя дебют за първия отбор на клуба срещу отбора на XV де Пирасисаба. През февруари е върнат в младежкия отбор, но през март 2012 година получава нов шанс и взима участие в мачове срещу Можи Мирим, Паулища и Итуано, а отбора му става шампион на щата Паулища за трети пореден път.
Дебюта си в елита на Бразилия прави на 17 юни 2012 година, а отбора му губи с 0-1 от Фламенго.
Първия си гол в професионалния футбол отбелязва на 5 септември 2012 година при загубата на Сантош с 1-2 от Атлетико Паранаенсе.

### Палермо
На 25 август 2014 година преминава под наем за един сезон с опция за закупуване в италианския Палермо.
Дебюта си в Серия А прави на 24 септември 2014 година, влизайки като резерва през второто полувреме на мястото на Фабио Дапрела при равенството 3-3 като гост на Наполи.

### Рома
На 31 август 2015 година Палмиери преминава под наем за срок от една година в италианския гранд Рома.

## Национален отбор
Взима участие в 15 мача на националния отбор на Бразилия до 17 години, в които отбелязва и едно попадение.

## Успехи
- Шампион на щата Паулища: 2012
- Лига Европа: 2018/19
- Шампионска лига; 2020/21